# 1499
1499 је била проста година.

## Догађаји

### Јануар
- Википедија:Непознат датум — јануар-септембар – Швапски рат

### Септембар
- 22. септембар — Миром у Базелу окончан је Швапски рат између Швајцарске лиге и немачког краља Максимилијана I, а Швајцарска је стекла независност.

### Датум непознат
- Википедија:Непознат датум — Започео Рат за Напуљ
- Википедија:Непознат датум — Угарско-Османски рат (1499—1504) Кампања Деспота Јована у Србији и Босни.
- Википедија:Непознат датум — Пад српске државе Зете.